# Damaszkuszi rózsa
A damaszkuszi rózsa (Rosa x damascena) egy rózsahibrid, a parlagi rózsa (Rosa gallica) és a pézsmarózsa (Rosa moschata) fajokból keresztezve. Az újabb DNS vizsgálatok egy harmadik fajt, a Rosa fedtschenkoanát is kimutatták.
Valószínűleg Elő-Ázsiából származik. Ott ősidők óta termesztett erős illatú, telt virágú rózsaszín fajta.

Magyarországon az éghajlat miatt többnyire visszafagy, csak elvétve találkozhatunk vele.
Elsősorban rózsaolajat készítenek belőle, de szirmai felhasználhatók lekvár, rózsavíz, rózsaszörp, kandírozott rózsaszirmok készítésére is.
Magyarországon Tuzson János botanikus nevéhez fűződik az egyik legsikeresebb tömeges meghonosítása a Tar melletti Tuzson Arborétumban.